# Организация женщин Мозамбика
Организация мозамбикских женщин ( порт. Organização da Mulher Moçambicana, ОММ) — общественное движение в Африке.
Организация являлась женской секцией организации «ФРЕЛИМО». 

## Концепция
После обретения независимости в 1975 году организация сосредоточила свое внимание на вопросах, связанных с женским образованием, этническим разделением, разводом, планированием семьи, супружеской изменой и распущенностью, проституцией и алкоголизмом.

## История
Появлению организации предшествовало создание Лиги мозамбикских женщин в 1962 году.
Участие женщин в вооруженной борьбе против португальского колониализма, начавшееся в 1960-х годах, было описано как «массовое» и привело к формированию женского отряда «Женский батальон» (Destacamento Feminino) в Народных силах освобождения Мозамбика в 1967 году.
Основанная в 1973 году, во время войны за независимость Мозамбика, в знак признания растущей роли женщин в конфликте против португальского колониализма, организация была создана как невоенная структура для содействия образованию, эмансипации и мобилизации женщин.
В 1990 году организация проголосовала за отделение от ФРЕЛИМО, однако вскоре после этого организация снова вошла в состав.

## Генеральные секретари
- Деолинда Гезимане (Deolinda Guezimane, 1973–1976)[11]
- Саломе Мойан[англ.] (1977–1990)[10]
- Тереза Тембо[англ.] (1990–1996)[12]
- Полина Матеус Нкунда[англ.] (1996–2011)[13]
- Муания Мусса (Muania Mussa, 2011)
- Амелия Франклин (Amélia Franklin, 2011–2013)[14]
- Мария де Фатима Муанса Пелембе (Maria de Fátima Muanza Pelembe, 2013–2016)
- Мариазинья Никиче (Mariazinha Niquice, 2016 – настоящее время)[15]

## Внешние ссылки
- Организация женщин Мозамбика, 1973–1996 годы